# Arthrodesmus ralfsii
Arthrodesmus ralfsii là một loài Song tinh tảo trong họ Desmidiaceae, thuộc chi Arthrodesmus.